# Clàudia Cedó i Castillo
Clàudia Cedó i Castillo (Banyoles, 1983) és una psicòloga, dramaturga i directora teatral catalana. Fundadora d'Escenaris Especials, projecte de teatre per a persones en risc d'exclusió social.

## Biografia
Amb 10 anys, comença a fer teatre a la ciutat on viu, Banyoles. A partir dels 14 anys crea una companyia de teatre amateur amb els amics, escriu i dirigeix a companyies de la ciutat, imparteix classes de teatre i participa com a actriu/directora/dramaturga en més de 50 espectacles amateurs. Es llicencia en Psicologia a la Universitat Autònoma de Barcelona i treballa com a psicòloga en centres penitenciaris, amb persones amb autisme i amb persones en deshabituació de tòxics. Es gradua en Art Dramàtic i forma part de Dokumentar Theater of Berlin.
El 2006 crea Escenaris Especials, projecte que uneix les seves dues formacions: la psicologia i el teatre, oferint cursos de teatre a persones en risc d'exclusió social: actors i actrius amb diversitat funcional, discapacitat, autisme i malaltia mental.
Com a dramaturga, ha escrit diverses obres que li han valgut el reconeixement de crítica i públic, com Júlia? o De petits tots matàvem formigues, ara Tortugues: La desacceleració de les partícules, la qual és una faula còmica contemporània sobre el ritme de vida i l'amor com a mecanisme de sincronització. Els protagonistes, Joan i Marta, se'n van viure al camp cercant tranquil·litat i es troben amb Àgata i Òscar, dos científics que viuen a tota velocitat, «un 'espectacle-bombonet': tot en ell és deliciós, des de l'embolcall fins al contingut». Es va estrenar a la Sala Flyhard el 2016. També és autora de Et planto i L'home sense veu.
El 2015, guanyà, amb el text DNI, el V Torneig de Dramatúrgia Catalana celebrat en el marc del Festival Temporada Alta.
La temporada 2017-18 va ser autora resident de la Sala Beckett. El resultat de la seva residència va ser l'obra Una gossa en un descampat, obra en què escriu un espai on poder parlar de la mort perinatal i on resignificar tot aquell dolor, basat en una experiència personal. És la història d'una parella que espera un infant i quan ella està de cinc mesos hi ha complicacions, ha d'ingressar a l'hospital esperant i aprenen que s'hauran de fer a la idea que perden el seu fill, dirigida per Sergi Belbel. El seu text va estar guardonat amb els Premis de la Crítica al Millor Espectacle, Millor Text i Millor Actriu, amb els Premis Butaca al Millor muntatge de petit format, Millor text teatral i Millor direcció, i amb el Premi Núvol Apuntador a la Millor Dramatúrgia.
És coautora de Camp-Q de Divadlo Letí a Praga en el marc del projecte europeu Fabulamundi. Playwriting Europe, juntament amb Joan Yago; Identity of Europe a Liechtenstein i Akelarre a El Maldà de Barcelona. També ha escrit Frankenstein sóc jo, text curt estrenat al Teatre Lliure dins el Cicle Dones Lliure. El mes de febrer de 2018 va formar part de les lectures dramatitzades En procés, sobre el procés independentista català, organitzades pel Teatre Lliure.
El febrer del 2021, estrena una adaptació de Canto jo i la muntanya balla, adaptació de l'obra d'Irene Solà dirigida per Guillem Albà i Joan Arqué a la Biblioteca de Catalunya. També el febrer estrena a la Sala Beckett, després d'un aplaçament per la pandèmia de COVID-19 a Catalunya, el text Les croquetes oblidades, un espectacle familiar sobre el dol i la pèrdua portat a escena per la companyia Les Bianchis i dirigit per Israel Solà.
El maig del 2021 estrena l'espectacle Mare de sucre al Teatre Nacional de Catalunya, la història d'una noia amb discapacitat intel·lectual que vol ser mare, del qual firma text i direcció.

## Obres destacades
- Tortugues: La desacceleració de les partícules (Premi Butaca 2015 al millor text)[16]
- Una gossa en un descampat (Premis de la Crítica al Millor Espectacle, Millor Text i Millor Actriu, amb els Premis Butaca al Millor muntatge de petit format, Millor text teatral i Millor direcció,[17] i el Premi Núvol Apuntador 2018)[18]

## Obra publicada
- Cedó, Clàudia. Tortugues: La desacceleració de les partícules. Barcelona: Comanegra i Institut del Teatre, 2019). 112p. Col·lecció Dramaticles. ISBN 978-84-17188-86-3
- Cedó, Clàudia. Una gossa en un descampat. Barcelona: Sala Beckett, 2018. Col·lecció la Biblioteca de la Beckett.